# 少年女仆
《少年女僕》（日语：少年メイド），是由乙橘所作的日本漫畫作品。於2008年3月12日發售的《B's-LOG COMIC》2008年4月號開始連載，於2017年3月1日發售的《B's-LOG COMIC》2017年Vol.50刊載最終回。單行本全10冊。電視動畫2016年4月至6月播放，全12話。

## 故事大綱
因為母親去世而孤獨一人的少年、小宮千尋是個家事萬能又充滿精神的小學生。雖然舅舅‧鷹取圓想要收養他，卻被千尋拒絕。但在圓看到千尋全力打掃他那間充滿垃圾的房間的模樣後，給了他一個提議，那就是由千尋負責家中家事換取圓提供生活環境供他居住，並因此獲得千尋的同意而因此成為鷹取家的一員......但他所穿的制服卻竟然是女僕裝。就這樣成為鷹取家「女僕」的千尋究竟要如何面對將來的生活呢？

## 登場人物
小宮 千尋
声 - 桑島法子／藤原夏海
本作品的主角。由於父親在他出生後就去世，因此從小與媽媽相依為命，但某天母親突然過世，因此變成孤獨一人。
由於與笨拙的母親一起生活，因此擅長家事。那乾淨俐落處理家事的模樣就像是「小主夫」。
平常看似堅強而不坦率。由於總是一直忍耐著，所以會不知不覺。因為認真又老實的個性而不太會說謊，就算是要騙人也會被周遭的人知道。想向人撒嬌卻一直做不到，但在包括舅舅在內，隨著許多新事物所交織成的新生活下而漸漸改變了他。
喜歡做家事就跟「這個年紀的孩子喜歡玩電玩一樣」。當他專注在做家事時的模樣就跟其他孩子專注在玩電玩的模樣一樣。
由於長得像母親，因此帶有中性且可愛的長相。努力做家事的樣子讓周圍的人對他有好感。特別是會被週遭年長的人所疼愛。
鷹取 圓
声 - 水島大宙／島崎信長、（小孩時代：村瀨步、大和田仁美）
千尋的舅舅。收養母親過世的千尋。因為千尋就像是他最喜愛的姐姐，因此相當在意千尋。
原本只想讓千尋好好生活，但過度認真的千尋堅持必須以工代賑才願意接受好意，情急之下隨手拿起手邊女僕裝說必須穿制服試圖讓千尋打退堂鼓，結果千尋反而信以為真從此就穿上女僕裝整理家務。
家事完全不行又有許多糟糕的地方，因此不擅長處理好生活。有許多小孩子氣的地方，也常為周遭的人帶來許多困擾。但卻有相當強的直覺，也能夠注意到其他人未注意到的細節（特別是關於千尋的事）。由於對事情不太執著的個性而非常粗枝大葉（但不知道是不是只是單純不會想）。相當怕生，所以不太愛與初次見面的人碰面。
喜歡貓卻對貓過敏。因此當他撿到貓時就被桂一郎訓斥，並且被桂一郎帶回去找新的主人。反過來說卻很怕狗，就算是玩具機器狗也會怕。因此經常將他與機器狗關在一起作為處罰。
工作是服裝設計師，基本上都是在家工作。當他專注在工作時會看到他平常看不見的認真模樣。
有著纖細美麗的長相，（如果不要開口的話）。但平常太過孩子氣的部分也減損了他這副長相的魅力。
不會作菜但會做甜點，另外做菜時還會把廚房搞得一團亂。
篠崎 桂一郎
声 - 細谷佳正／前野智昭、（小孩時代：松田利冴、櫻庭有紗）
圓的秘書。在千尋來到前，由他負責圓的生活，但也一樣不會做家事，所以家中也是一團糟。
喜歡布丁和壽司。
手冊有許多照片會拿來在關鍵時刻使用，包括有圓小時候的女裝照片，第一次用相機拍下的圓及美耶子的合照。但因為美耶子還小而忘記了。
飼養著一隻被圓撿到而叫作黑豆的貓，會用單眼相機拍下牠許多的相片並用來增加圓的精神，一年會編輯成一冊作為給圓的生日禮物。冊子都由他自己製作，還會自行加上條碼等細節部分，讓圓沒有發覺這是一本他自行製作的書。
鳳 美耶子
声 - 米澤圓／牧野由依
由於圓的爺爺以及美耶子的爺爺是好友，因此雙方約定在美耶子16時與他結婚，不過在圓的策略下（？）順利避掉。
稱圓為圓哥。
其實暗中喜歡桂一郎，但除了桂一郎外，其他人都知道這件事。
將千尋當作是老師般尊重並為了早點自立，因此會參加毎週日的料理講座。但只會作西洋料理。向圓學會做蛋糕後，就拿來作為每年的生日禮物。
父親對美耶子相當寵愛，去年送她的生日禮物就是一座專用的廚房，讓千尋因此感到吃驚。
老家就像是城堡一樣並有傭人。
小宮 千代
声 - 無／田村由香里
千尋的母親，也是圓的姐姐。由於身體出了問題而突然過世。
因為和他人結婚並且被雙親反對，為了生下千尋而離家，並因此斷絕來往。
雖然不擅長作菜，但由於後悔讓圓吃了她的失敗作還裝作一副沒關係的樣子而因此只會作玉子燒，生前自稱是玉子燒專家。
雖然怕恐怖片，但有人邀請她的話，絕對會去看。
在圓去留學時，與她約定「有天姐姐不行時，圓絕對會來幫她」，就是因為這個約定而讓圓收養了千尋。
餡太郎
声 - 無／本渡楓
流浪狗，雖然被千尋收養，但因為圓怕狗而交給美耶子照顧。
脖子套上一個有溫泉印的圍巾代替項圈，會取名叫餡太郎，可能是因為美耶子第一次遇到牠時，說牠「好像是溫泉饅頭…」所致。
乃村 夕
声 - 無／井澤美香子
千尋的同學，喜歡千尋。在清掃時因為受千尋照顧而交給他情人節巧克力。
不擅畫畫，即使在巧克力上畫上狗狗，但都無法讓爸爸和千尋注意到，反而讓她在白色情人節收到哥吉拉圖案的小包巾作為回禮。
鷹取 一砂
声 - 無／榊原良子
千代和圓的母親。曾給予為了要送圓什麼生日禮物而苦惱的千尋一些建議。
與兒子一樣怕狗，並因此被千尋解救，之後隱瞞自己是奶奶的事情並招待千尋一道茶點。同樣也很喜歡貓，時常躲在公園的電線杆後面偷看貓或是買貓食去餵貓。想跟貓親近但貓看到她都會跑掉！
在掃墓時第一次報上姓名，千尋這時才知道她是自己的奶奶。

### 日野家
千尋的同學日野祐司的家人。不但有許多孩子，還養了3條狗。
日野 祐司
声 - 梶裕貴/ 齋賀光希
小学5年生。
千尋的同學和好友。很擔心孓然一身的千尋。相當寵愛妹妹花子。
作為圓的網友，會有從圓那邊聽到貓耳派對，告訴他參觀上課等事情，與他之間有頻繁的聯繫。
另外與龍兒則是會一起在千尋的家中玩電玩的好友。
日野的爺爺
声 - 無／鹽屋翼
祐司的祖父。日野造園的王牌園藝師。常與千尋一起，還說要收養千尋。
稱圓是奇怪的小哥。
情人節時，上自一起喝茶的婆婆，下至附近的女中學生處得到許多巧克力，佑司因此稱他為猛者。
日野 耕司
声 - 無／福島潤
大学生。
會提出要支付全部財產126圓而希望能加入大家的對話中。由於自行休課，因此和葉子一起參觀佑司上課。
日野 葉子
声 - 無／中原麻衣
短大生。
認為圓「雖然是個怪人卻是個花美男」。願望是被千尋叫作「姐姐大人」。
喜歡追逐歌劇團偶像。
由於大學休課，因此代替腰傷的父親去參觀佑司的上課。
日野 美枝
声 - 無／水橋香織
高校2年生。
稱圓是「是個花美男雖然很怕生」。願望是被千尋叫作「姐姐大人」。
喜歡追逐歌劇團偶像。
日野 花子
声 - 無／矢島晶子
家中的么女。
自稱為花，用眼淚說服佑司讓他去見千尋。
看到千尋的制服後，羨慕地說「輕飄飄地好可愛」，讓千尋心中感到相當複雜。
由於被佑司看到他和朋友的交換日記，因此離家出走跑到千尋家，並且在那時候，由圓幫他親手做了魔法少女風的衣服。
日野 慎司
声 - 無／齋藤桃子
日野家最小的弟弟，1歲。

### 有頂天BOYS
3人偶像團體，由圓負責他們的服裝設計。
龍兒
声 - 無／花江夏樹
最年輕的元氣角色。16歳。個頭是三人中較矮的，有張娃娃臉。
因為長相可愛而被粉絲們喜愛。但本人貌似不太想被這樣叫！演唱會的衣服幾乎都是短褲。(圓表示他的腿部肌肉線條很好看！)
性格天真又做事迷糊。要去鷹取家卻反而迷路還弄丟手機跟錢包。在千尋的幫助下才到達。之後隼人知道他在鷹取家也是因為他留下的紙條旁有圓的名片才知道。
曾因不想再穿短褲而獨自去找圓商討修改服裝一事，但最後被圓婉拒而一度失落！後來因為千尋的行為跟圓的說服而坦然接受。
不擅長料理而被經紀人稱為生化恐怖份子。會用洗碗精洗米，不看手的位置就直接使用菜刀，完全不測量就加入調味料，還會放一些多餘的秘方以及不能吃的東西。在隼人住外地時，與伊吹兩人一起作咖哩也會失敗，還被伊吹說「不要開玩笑了，快跟印度道歉」的情形。
起初都單人演出，故一直找尋搭檔。
隼人
声 - 無／八代拓
個性認真的隊長。
會在伊吹睡覺時幫他護膚，龍兒睡覺時則幫他貼濕布而展現出他體貼團員的一面。
伊吹
声 - 無／山本和臣
擁有完美的形象。但由於有一邊說出「你以為我的興趣是當一名王子嗎」並且一邊生氣的情形，因此極可能只是假裝出來的形象。
私底下相當努力，所以只要想做的事情，大部分都能做到。番外篇漫畫中提到其睡相相當糟糕！不是爬到櫃子裡或床底下睡。因此時常需要隼人幫忙注意形象。
很怕生，與龍兒見面時，因為被他說「你還真可愛。我還以為你是女孩子！」，因此從那之後有段時間跟他處不來。

### 千尋的同學
天原 雪人
声 - 泊明日菜
竹井 宏
声 - 本渡楓
松木友惠
声 - 立花芽惠夢
中島 晶
声 - 鬼頭明里
佐倉里香
声 - 優木かな
杉田 綾（すぎた あや）、早瀬 未央（はやせ みお）、中村 まゆみ（なかむら まゆみ）、川合 咲（かわい さき）
声 - 山田悠希（杉田）
後藤 大介（ごとう だいすけ）、木下 孝太郎（きのした こうたろう）、榎本 忠（えのもと ただし）
声 - 森下由樹子（後藤）、 芹亞希子（木下）、明坂聡美（榎本）

## 出版書籍
| 卷數 | Enterbrain                           | Enterbrain                                    | 東立出版社    | 東立出版社             |
| 卷數 | 發售日期                             | ISBN                                          | 發售日期      | ISBN                   |
| ---- | ------------------------------------ | --------------------------------------------- | ------------- | ---------------------- |
| 1    | 2008年12月1日                        | ISBN 978-4-7577-4599-5                        | 2009年6月1日  | ISBN 978-986-103-679-3 |
| 2    | 2009年6月1日                         | ISBN 978-4-7577-4939-9                        | 2010年3月17日 | ISBN 978-986-103-680-9 |
| 3    | 2010年2月1日                         | ISBN 978-4-04-726219-5                        | 2010年6月25日 | ISBN 978-986-104-981-6 |
| 4    | 2011年2月18日                        | ISBN 978-4-04-727057-2                        | 2012年4月30日 | ISBN 978-986-107-460-3 |
| 5    | 2011年12月29日                       | ISBN 978-4-04-727715-1                        | 2013年3月12日 | ISBN 978-986-109-402-1 |
| 6    | 2013年4月1日 2013年4月1日 （特裝版） | ISBN 978-4-04-728846-1 ISBN 978-4-04-728847-8 | 2014年7月31日 | ISBN 978-986-332-446-1 |
| 7    | 2014年2月1日                         | ISBN 978-4-04-729430-1                        | 2015年12月4日 | ISBN 978-986-348-517-9 |
| 8    | 2014年11月1日                        | ISBN 978-4-04-730025-5                        | 2016年2月23日 | ISBN 978-986-382-366-7 |
| 9    | 2016年4月1日                         | ISBN 978-4-04-734026-8                        | 2016年9月19日 | ISBN 978-986-470-342-5 |
| 10   | 2017年4月1日                         | ISBN 978-4-04-734552-2                        | 2018年11月5日 | ISBN 978-986-486-164-4 |

## 電視動畫
於2015年8月31日發售的《B's-LOG COMIC》上宣佈動畫化。TBS和CBC於2016年4月7日首播。

### 工作人員
- 導演 - 山本裕介
- 系列構成 - 中村能子
- 角色設定 - 石田可奈
- 動畫製作 - 8bit

### 主題曲
片頭曲「innocent promise」
作詞 - 神田沙也加，作曲、編曲 - Billy，歌 - TRUSTRICK
片尾曲
作詞 - 坂井龍二，作曲 - 鈴木盛廣，編曲 - 水島康貴，歌 - 有頂天BOYS（花江夏樹、八代拓、山本和臣）
插入曲
（第6話）
作詞 - 筆安一幸，作曲、編曲 - 岡野裕次郎，歌 - 有頂天BOYS
「CLEAR BLUE HEART」（第8話）
作詞、作曲、編曲 - R・O・N，歌 - 有頂天BOYS
（第8.5話）
作詞 - 小山哉枝，作曲 - 鈴木盛廣，編曲 - 水島康貴，歌 - 有頂天BOYS

### 各話列表
| 話數                 | 日文標題 | 中文標題               | 劇本     | 分鏡              | 演出              | 作畫監督                                                  | 片尾插畫          |
| -------------------- | -------- | ---------------------- | -------- | ----------------- | ----------------- | --------------------------------------------------------- | ----------------- |
| 第一話               |          | 不勞者不得食           | 中村能子 | 山本裕介          | 鈴木孝聰          | 福永智子、玉木李枝                                        | 岩崎美奈子        |
| 第二話               |          | 失败是成功之母         | 中村能子 | 倉田綾子          | 山下英美          | 小島彰、杉藤さゆり                                        | カスカベアキラ    |
| 第三話               |          | 養犬三日不忘恩         | 筆安一幸 | 井內秀治          | 糸贺慎太郎        | 吉田隆彦、石井かおり                                      | 灰原藥            |
| 第四話               |          | 有愛才能做得好         | 筆安一幸 | 吉田泰三          | 喜多幡徹          | 江森真理子、東美帆 馬場龍一、小島彰                       | 種村有菜          |
| 第五話               |          | 君子一言駟馬難追       | 中村能子 | 誌村宏明          | 森義博            | 小林利充、山內則康                                        | 森夕              |
| 第六話               |          | 萍水相逢也是緣         | 筆安一幸 | Jimmy Stone       | Jimmy Stone       | 酒井秀基、玉木李枝 福永智子、石田可奈                     | 沙汰              |
| 第七話               |          | 學問不是一天求得的     | 山口亮太 | 井內秀治          | 中山敦史          | 小倉典子、平馬浩司                                        | ももたん          |
| 第八話               |          | 今年不講來年話         | 中村能子 | 倉田綾子          | 倉田綾子          | 山中正博                                                  | 紀伊カンナ        |
| 第八·五話 （未放送） |          | 陰以剛為德，陽以柔為用 | 山口亮太 | 水本葉月          | 水本葉月          | 玉木李枝、杉藤さゆり、福永智子                            | 不適用            |
| 第九話               |          | 贈人玫瑰手有餘香       | 筆安一幸 | 山本裕介 長井春樹 | 森義博            | 糸島雅彦、梶浦紳一郎 桜井このみ、佐藤このみ               | 雪廣歌子          |
| 第十話               |          | 熱到秋分冷到春分       | 中村能子 | 誌村宏明          | 森義博            | 山內則康                                                  | 依河和希 成島由利 |
| 第十一話             |          | 少年胸懷大志           | 山口亮太 | 平牧大輔          | 平牧大輔          | 酒井秀基、ジミー・ストーン 桜井このみ、佐藤このみ、金二星 | 田中紀衣 石田可奈 |
| 第十二話             |          | 結果好一切都好         | 中村能子 | 井內秀治          | 山本裕介 菊地康仁 | 玉木李枝、杉藤さゆり                                      | 乙橘              |

### BD&DVD
| 卷數 | 發售日期      | 收錄話數                     | 規格編號  | 規格編號  | 規格編號  |
| 卷數 | 發售日期      | 收錄話數                     | BD初回版  | BD通常版  | DVD       |
| ---- | ------------- | ---------------------------- | --------- | --------- | --------- |
| 1    | 2016年6月22日 | 第1話 - 第3話                | COXC-1171 | COXC-1181 | COBC-6911 |
| 2    | 2016年7月27日 | 第4話 - 第6話                | COXC-1172 | COXC-1182 | COBC-6912 |
| 3    | 2016年8月24日 | 第7話 - 第8話 第8.5話（OVA） | COXC-1173 | COXC-1183 | COBC-6913 |
| 4    | 2016年9月28日 | 第9話 - 第12話               | COXC-1174 | COXC-1184 | COBC-6914 |

## 外部連結
- 少年女僕 （日語）
- 動畫官方網站 （日語）
- 少年女僕 （页面存档备份，存于） - Line TV（繁體中文）